# Некрополе стећака у Требињу
Некрополе стећака у Требињу су национални споменици Републике Српске и Босне и Херцеговине из каснијег средњег века, који данас представљају значајне документе за проучавање историје и уметности из периода самосталности Босне и Херцеговине у 14. и 15. веку.

## Историја
У средњем веку Требиње са околином налазило се у области Травуније, Хум Хума, затим у саставу српске државе када је 1168. године Травунију преузео Стефан Немања. Под влашћу Немањића ће и остати све до половине 14. века, када је Твртко I припојио Босни. Касније је Требиње до доласка Османлија на овај простор било и у саставу босанске државе Твртка I, а након њега су се смењивали многи обласни господари.
Током 1280-их  у граничним пределима између Дубровачке републике и хумских жупа Приморја и Попова јавља се жупан Твртко, међутим из самих текстова тешко је утврдити да ли је био само приморски или поповски жупан или је господарио обема жупама у исто време. Године 1312. поповски жупан је Твртко, а 1319. године његов син Богдан, према обичају  да унук добија дедово име, произилази и закључак да је и отац старијег Твртка носио име Богдан, што одговара по времену да би то могао бити један од синова кнеза Андрије, споменут у повељи од 1247 – 1249. године.
Нешто касније као жупан спомиње се Никола, потомак Богдана, од којег потичу Николићи, који су дуго господарили жупом Попово.
Крајем 14. и почетком 15. века властелом Радића Санковића и (касније) Николића, спомиње се и жупан Божићко Брлић. Поседи властеле Брлића и земље Божићкове жене Владне, налазили су се у Раптима, Ситници и Мравинцу, подручје дистрикта Површи, касније прозвано Нахија или Бобани.
Током друге четвртине 14. века области Хума почеле су да улазе у састав средњовековне босанске државе. Поповска жупа се спомиње у великом броју писаних извора из 14 и 15. века под  појмом Попово, а не жупа.
Најстарији познати култни центар поповске жупе је Завала, смештен на природном путу који спаја унутрашњост Хума са Приморјем, чија је функција политичког центра до изражаја дошла у првој половини 15. века. У то време је у брдима изнад места подигнут утврђени град на локалитету Клисури, у изворима назван Поповски (град – 1444. године). Карактеристичност ове жупе је што никада у средњем веку није дошло до формирања насеља које би имало карактер трговишта или вароши. Мањи локални центар налазио се и у Величанима, на северној страни поља. Главни каравански путеви између Дубровника и Хума у средњем веку водили су кроз делове Попова.
У првој подели Херцегове земље на кадилуке (1468 – 1469) Попово је припало благајском кадилуку, заједно са Требињем, Видошком нахијом, Дабром, Мостаром и др. Почетком 1485. године Попово је прикључено новооснованом кадилуку Новом и третира се као нахија – управна јединица створена још од раније. Важно је споменути да су у оквирима те нахије функционисале и неке структуре старог управног система (1476-1477) када је Попово са Требињем било под управом Херака Вранеша.
Подручје које је у средњем веку носило назив Попово на југу и југозападу имало је границу која се поклапа са државном границом између Босне и Херцеговине и Хрватске. У раном средњем веку то је граница према (жупи) хумском Приморју, а од краја 14. до почетка 19. века – граница према дубровачкој кнежији сланском Приморју. На западу и северозападу поповска жупа је граничила са жупама Дубраве и Жабе. На северу границу су чиниле планине Ситница и Кулаш, што је уједно и стара граница између хумских жупа Попова и Дабра. Источна граница је уједно и граница између ранофеудалних држава Хума и Требиња.
Након пада Јајца и других градова Босне под османску власт 1463. године, опасност је запретила и Херцеговини. Крајем 1465. године Попово је већ било под влашћу Османлија. Код првог османског пописа становништва овог краја 1469. године Попово је уписано под именом Поповска. Већ 1470. године основан је Херцеговачки санџак са сјдиштем у Фочи, а Попово, Луг, Шума и подручје јужно од Требиња представљали су погранични предио тог санџака према Херцеговини којом је владао Влатко Херцеговић (син Стефана Вукчића Косаче), односно ту је била уска граница између Дубровника и Османског царства све до 1482. године. Поред представника османске власти, у Попову су и даље постојали народни главари-кнезови, па чак и војводе, а било је и спахија-хришћана.
Поповске војводе, прво хришћани, а затим и муслимани, спомињу се све до краја 16. века. Тек од тог времена подручје Попова се потпуно интегрише у редовни систем османске локалне управе, а седиште кадилука постаје Љубиње. Такво стање остаје до краја османске власти у Босни и Херцеговини, што је прихватила и Аустроугарска, а касније и стара Југославија. У СФР Југославији део старе жупе Попова припадао је општини Љубиње, док је други диео припадао Требињу. Данас то подручје гравитира општинама Требиње и Равно.

## Некрополе
| Стећци у Требињу |                |                    |                     |
| Име општине      | укупно стећака | стећци са украсима | стећци са натписима |
| Град Требиње     | 2.406          | 362                | 32                  |

### Некропола стећака у Аранђелову
Некропола стећака у Аранђелову, која је проглашена за национални споменик Босне и Херцеговине, налази се у селу Аранђелово удаљеном 25 километара источно од Требиња.
Крајем педесетих година 20. века на некрополи је евидентирано 76 споменика, а у октобру 2005. године 52 стећка, од тога 20 плоча и 56 сандука. Пет стећака је украшено мотивима мача, лука и стреле и бордурама од тордиране траке и повијене лозе. Украсни мотиви на осталим стећцима се готово се не разазнају.
Стећци су деломично смештени у шест група, постављени у редове. Некропола је доста развучена, а редови стећака се нижу у два основна реда међусобно удаљена око 10 м један од другог, у правцу запад-исток. Цела некропола је смештена северно од цркве, осим једног усамљеног стећка који стоји испред улаза у цркву.
Споменици су неједнако, али претежно слабије обрађени и утонули у земљу, израђени од локалног камена који је подложан раслојавању. Углови су им делимично обијени, а неке тање плоче преполовљене. Неколико плоча је веома лепо и правилно исклесано. Од сандука највише су заступљени ниски сандуци, висине до 0,40 м.

### Некропола стећака у Величанима
Грађевинска целина - Црква Светог Арханђела са некрополом стећака у Величанима Село Величани смештена је у централном делу Поповог поља – источна страна, уз пут Мостар-Љубиње-Требиње, општина Требиње, Република Српска, Босна и Херцеговина. Правцем преко Завале удаљено је од обале Јадранског мора 15 км.
Некропола у Величанима, која је проглашена  за национални споменик Босне и Херцеговине, налази се у оквиру савременог православног гробља са православном црквом, Светог Арханђела Михајла. Цели комплекс налази се на локалитету “Црква”, у равници испод села, око његове средине, покрај поменутог  Мостар-Љубиње-Требиње.
Некрополу чини  62 стећака од којих су:
- 31 у облику плоче
- 20 у облику сандуке
- 1 у облику сљемењака,
- 2 у облику крстаче,
- 8 у облику стуба.

Од укупно 62 стећа укакрашено је 18 стећака:
- 1 сљемењак,
- 7 сандука,
- 6 плоча,
- 2 крстаче,
- 2 стуба.

Најбројнији мотиви украса на стећцима су бордуре и фризови од косих паралелних црта, повијене лозе са тролистовима, тордирана трака, розете и крстови. На неким стећцима јављају се штитови са мачевима, полујабуке, полумесец, мач, љиљан и квадрат.
Године 1963. екипа Завичајног музеја из Требиња извршила је ископавање три гроба. Предмети из гробова налазе се у Музеју Херцеговине у Требињу. Два стећка су са натписима старобосанском ћирилицом мајускулом.
Први гроб припада Ради Галчићу и на њему је уклесано:
 А СЕ ЛЕЖИ РАЦ (РАЂ) ГАЛЧИЋ НА СВОЈОЈ ПЛЕМЕНИТОЈ.
Други гроб је са дрвеним сандуком у коме је сахрањена монахиња Полихранија:
У име Оца и Сина и Светога духа, овдје почива служавка Божја Полихранија, свејтовним именом Радача, супруга жупана Ненца Чихорића (помиње се у документима од 1336-1375), а невјеста жупана Влатка и слуге Божијег Дабижива и интенданта (тепчије) Стипка, кћерка жупана Милтена Драживојевића, и сестра казнаца (благајника) Санка. Овај биљег постави њен син Дабижив с помоћу Божјом и са својим људима за владе краља Твртка I.
Трећи гроб — испод сљеменака, на дубини од око 1,40 м, садржи земне остатке покојника који је сахрањен у дугој хаљини са сребрним, позлаћеним тракама. Као прилог у гробу се налазила купаста стаклена чаша са истуреним широким ободом. Тело чаше, од танког белог стакла, висине 8 см,  украшено је ситним аплицикованим капљицама, а обод дна чаше је украшен таласастом траком. Порекло ове чаше још није установљено. У гробу је био и један дубровачки новчић кован од половине 14. до половине 15. века.
Данашња црква Светог Арханђела обновљена је у 19,  веку. Податак о обнови видљив је изнад улазних врата у цркву, на коме  је уклесана 1863. година.
У току Другог светског рата локалитет и објекати на њему су доживели тешка ратна разарања.
Уз цркву је 1990. године направљена Меморијална капела цивилним жртвама подручја Величана, страдалим у Другог светског рата.

### Некропола стећака у Месарима
Некропола стећака у Месарима проглашена је за национални споменик Босне и Херцеговине. Од Требиња, према северозападу удаљена је око 17 километара. Некрополу чине 8 стећака у једној и 9 у другој групи. Међу њима је и стећак са уклесаним распећем. На неким од стећака могу се уочити остаци украса. Осим ових стећака уочавају се и три  у зид узидана платоа са западне стране некрополе.

### Некропола стећака Кличањ у Крајковићима
Некропола стећака која се налази у саставу археолошког подручја–остаци насеља из прахисторијског периода, некропола са стећцима и остаци цркве из средњовековног периода Кличањ у Крајковићима код Требиња проглашена је за национални споменик Босне и Херцеговине.
Национални споменик који се налази на локацији означеној као к.ч. број 728, уписан у зк. уложак број 499, к.о. Куртовићи, Опћина Требиње, Република Српска, Босна и Херцеговина, чине остаци праисторијског насеља, остаци цркве, некропола са осамдесет стећака и покретно насљеђе пронађено на археолошком подручју које се дана налази на чувању у Завичајном музеју Требиње.
Црква и некропола са стећцима Кличањ могу оквирно да се датирају у другу половину 14. века, целог 15. века и  с почетка 16. века.
Око цркве се простире некропола од осамдесет стећака, од чега је педесет плоча и тридесет сандука. Обрада је различита, а већи број примерака је са добро обрађеним површинама. Пет стећака је украшено. Стећци у оријентисани у смеру запад-исток и сврстани у низове. *
Стећак бр.1 је велика украшена плоча, димензија 240 x145 x 25 цм, која се налази се пред улазом у цркву.  Почетком 20. века под плочом  је установљена гробница са осам скелета. На водоравној страни су приказани мач (дуг 130 цм) и буздован (дуг 67 цм).
Стећак бр. 2 је високи сандук димензија 185 x 150 x 80 ц), који је померен и наслоњен на стећак на северној страни. На западном углу је оштећен и напукнут. Украшен је са три стране. Преко усправних страна пружа се фриз од пластичне повијене линије са тролистовима. На западној чеоној страни је стилизован крст. Кракови крста су представљени као троструке траке од којих је средња тордирана. Кракови се завршавају у форми љиљана изузев доњег који се проширује у постоље.
На источној чеоној страни, уоквирен врпцом у виду увијеног ужета, налази се приказ правоугаоног штита са мачем. На јужној страни у истом оквиру приказане су сцена кола и лова. Коло је женско: осам жена у дугим хаљинама држи се за руке и игра у колу. Прва жена се подбочила десном, а последња левом руком. Испод кола је приказан лов. Ловац на коњу са испруженом десном руком држи положено копље. Лијева рука му је спуштена према дршци мача. Испред њега бјеже срна и јелен према пешаку који их чека са луком и стриелом у левој руци. Коњаник и пешак имају шиљате капе.
Стећак бр. 3 је сандук димензија 205 x 125 x 35 цм који се налази у југозападном делу некрополе. На водоравној страни, у сва четири угла, уклесан је по један мали круг и у њему крст.
Стећак бр. 4 је сандук димензија 223 x 97 x 35 цм, који се налази неколико метара северно од цркве.  На водоравној страни стећка, у бордури од увијеног ужета, рељефно је исклесан кружни венац, такође у виду увијеног ужета. На месту где се венац прекида је испупчење на коме је приказан равнокраки крст. Унутар венца је рељефни полумесец.
Стећак бр. 5 је сандук димензије 240 x 150 x 30 цм добро обрађен. На водоравној страни је украсни мотив сличан мотиву на стећку бр. 4. Исклесан је венац са полумесецом у средини. На венцу је троугао  на коме стоји крст. Доњи крак крста је нешто дужи од осталих.

### Некропола стећака у Струјићима
Некрополу стећака у Струјићима, која је проглашена за национални споменик Босне и Херцеговине, чине 4 надргобна споменика (стећка), од којих је само један украшен. Стећци су оријентисани су у смеру исток-запад. Материјал од којег су клесани је кречњак.
Стећци по облицима, украсима, натписима и свим другим особинама ни по чему не излазе из временског оквира стећака Босне и Херцеговине. За датирање стећака у Струјићима може помоћи једини украс — „каменице“ окружене розетом (на стећку бр. 1), какав је нађен и у Љубињу. Како су стећци у околини Љубиња с доста сигурности датирани у 14. и 15. век, нема разлога да се и стећци из Струјића том аналогијом недатирају у овај период.

### Некропола стећака у Дријењанима
Некропола стећака у Дријењанима, која је проглашена за национални споменик Босне и Херцеговине, састоји се од 8 стећка, од чега су 6 сандука и 2 плоче. Стећци су оријентисани су у смеру исток-запад.

## Значај
На просторима на којима настају и развијају се некрополе са стећцима одраз су прожимања различитих културних утицаја које у времену 13. до 16. века налазимо на просторима Републике Српске већином припадају латинском Западу али и византијском Истоку.
Већину њихових рељефа (који су упечатљиви аспект њихове појавности), ма колико били одмакнути од службених канона, ипак можемо читати посредством различитих саставница опште европске средњовековне културе (племићке, црквене и народне) односно романичке и посебно готичке уметности.
С друге стране, ова специфична култура дубоко је повезана са знатно ранијим, праисторијским, античким и раносредњовековним традицијама. Праисторијске и античке традиције се највише сагледавају у одабиру места где су постављени као и у појави одређених врста симболичких рељефа. Чињеница је да стећци већим делом означавају гробља на редове које у европској археологији пратимо од раног средњег века и периоде сеобе народа.